# 제임스 미셸
제임스 앨릭스 미셸(영어: James Alix Michel, 1944년 8월 16일 ~ )은 2004년 4월 16일부터 2016년 10월 16일까지 세이셸의 제3대 대통령으로 재임하였다. 1996년부터 2004년까지 전임 대통령 프랑스 알베르 르네 (France-Albert René) 하에서 부통령의 자리에 있었다.